# Ligamento cruzado del atlas

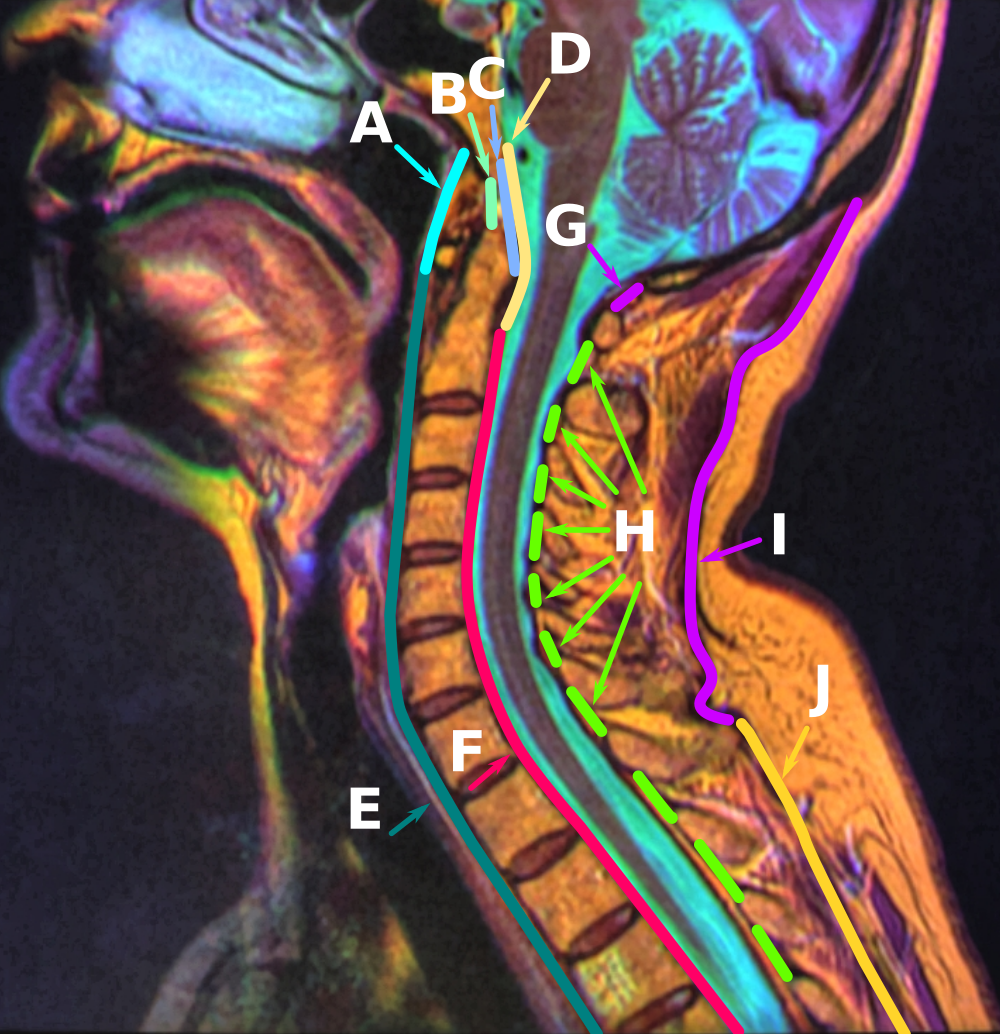
C: Ligamento cruzado del atlas

El ligamento cruzado del atlas (cruzado puede sustituir a cruciforme) es un ligamento del cuello. Forma parte de la articulación atlanto-axial. El ligamento recibe su nombre por su forma de cruz. Consta del ligamento transverso del atlas y componentes longitudinales. La banda longitudinal posterior puede estar ausente en algunas personas. El ligamento cruzado del atlas impide el movimiento anormal de la articulación atlanto-axial. Puede desgarrarse, como por ejemplo por fracturas del hueso del atlas.
El ligamento cruzado del atlas está formado por el ligamento transverso del atlas, una banda longitudinal superior y una banda longitudinal inferior. La banda longitudinal superior conecta el ligamento transverso con la cara anterior del foramen magnum (cerca de la parte basilar) del cráneo. (cerca de la parte basilar) en el hueso occipital del cráneo. La banda longitudinal inferior conecta el ligamento transversal con el cuerpo del hueso del axis. (C2).
El ligamento de Gerber discurre en profundidad hasta la banda superior del ligamento cruzado del atlas.

### Variación
La banda longitudinal inferior puede estar ausente en algunas personas. El resto del ligamento siempre está presente.

## Función
El ligamento cruzado del atlas impide los movimientos anormales de la articulación atlanto-axial. Las bandas longitudinales impiden la hiperflexión y la hiperextensión del hueso occipital, y mantienen el ligamento transverso del atlas en una posición normal.

## Importancia clínica
Cualquier parte del ligamento cruzado del atlas puede desgarrarse, lo que supone una lesión importante.[cita requerida] Esto puede ser causado por fracturas del hueso del atlas. Los desgarros de ligamentos pueden visualizarse con radiografía, una tomografía computarizada o una resonancia magnética.

### Osificación
En muy raras ocasiones, el ligamento cruzado del atlas puede osificarse. Esto puede provocar una mielopatía cervical, un déficit en la médula espinal.

###### Etimología
Los términos "cruciforme" y "cruzado" hacen referencia a la forma de cruz del ligamento. Ambos términos se utilizan con frecuencia, aunque el término "cruzado" puede ser confuso debido a la confusión con el ligamento cruzado anterior y el ligamento cruzado posterior de la rodilla.